# Lapeyrouse-Mornay
Lapeyrouse-Mornay és un municipi francès situat al departament de la Droma i a la regió d'Alvèrnia-Roine-Alps. L'any 2007 tenia 1.048 habitants.

## Demografia

### Població
El 2007 la població de fet de Lapeyrouse-Mornay era de 1.048 persones. Hi havia 400 famílies de les quals 95 eren unipersonals (50 homes vivint sols i 45 dones vivint soles), 111 parelles sense fills, 136 parelles amb fills i 58 famílies monoparentals amb fills.
La població ha evolucionat segons el següent gràfic:
Habitants censats

### Habitatges
El 2007 hi havia 443 habitatges, 411 eren l'habitatge principal de la família, 22 eren segones residències i 10 estaven desocupats. 432 eren cases i 11 eren apartaments. Dels 411 habitatges principals, 306 estaven ocupats pels seus propietaris, 98 estaven llogats i ocupats pels llogaters i 7 estaven cedits a títol gratuït; 1 tenia una cambra, 14 en tenien dues, 55 en tenien tres, 137 en tenien quatre i 203 en tenien cinc o més. 344 habitatges disposaven pel capbaix d'una plaça de pàrquing. A 184 habitatges hi havia un automòbil i a 205 n'hi havia dos o més.

### Piràmide de població
La piràmide de població per edats i sexe el 2009 era:
| Homes | Edats   | Dones |
| ----- | ------- | ----- |
| 0     | 95 o +  | 0     |
| 0     | 90 a 94 | 0     |
| 0     | 85 a 89 | 4     |
| 8     | 80 a 84 | 4     |
| 4     | 75 a 79 | 20    |
| 24    | 70 a 74 | 4     |
| 24    | 65 a 69 | 20    |
| 24    | 60 a 64 | 28    |
| 12    | 55 a 59 | 24    |
| 32    | 50 a 54 | 32    |
| 36    | 45 a 49 | 44    |
| 32    | 40 a 44 | 16    |
| 24    | 35 a 39 | 36    |
| 48    | 30 a 34 | 28    |
| 24    | 25 a 29 | 16    |
| 28    | 20 a 24 | 4     |
| 24    | 15 a 19 | 16    |
| 28    | 10 a 14 | 36    |
| 36    | 5 a 9   | 24    |
| 20    | 0 a 4   | 24    |

## Economia
El 2007 la població en edat de treballar era de 656 persones, 476 eren actives i 180 eren inactives. De les 476 persones actives 419 estaven ocupades (239 homes i 180 dones) i 57 estaven aturades (22 homes i 35 dones). De les 180 persones inactives 68 estaven jubilades, 52 estaven estudiant i 60 estaven classificades com a «altres inactius».

### Ingressos
El 2009 a Lapeyrouse-Mornay hi havia 418 unitats fiscals que integraven 1.064,5 persones, la mediana anual d'ingressos fiscals per persona era de 16.031 €.

### Activitats econòmiques
Dels 40 establiments que hi havia el 2007, 1 era d'una empresa alimentària, 4 d'empreses de fabricació d'altres productes industrials, 9 d'empreses de construcció, 5 d'empreses de comerç i reparació d'automòbils, 5 d'empreses de transport, 1 d'una empresa d'hostatgeria i restauració, 1 d'una empresa d'informació i comunicació, 2 d'empreses financeres, 2 d'empreses immobiliàries, 8 d'empreses de serveis, 1 d'una entitat de l'administració pública i 1 d'una empresa classificada com a «altres activitats de serveis».
Dels 12 establiments de servei als particulars que hi havia el 2009, 1 era una oficina de correu, 2 tallers de reparació d'automòbils i de material agrícola, 2 paletes, 3 guixaires pintors, 2 electricistes, 1 perruqueria i 1 restaurant.
Els 2 establiments comercials que hi havia el 2009 eren fleques.
L'any 2000 a Lapeyrouse-Mornay hi havia 35 explotacions agrícoles que ocupaven un total de 624 hectàrees.

## Equipaments sanitaris i escolars
El 2009 hi havia una escola elemental.

## Poblacions més properes
El següent diagrama mostra les poblacions més properes.